# Championnat de Singapour de football 1984
Navigation
Saison 1983 Saison 1985
La saison 1984 du Championnat de Singapour de football est la cinquante-deuxième édition de la première division à Singapour. Le championnat est organisé sous forme d'une poule unique où toutes les équipes se rencontrent deux fois au cours de la saison. En fin de saison, les deux derniers du classement sont relégués et remplacés par les deux meilleurs clubs de Second Division, la deuxième division singapourienne.
C'est le club de Tampines Rovers qui remporte le championnat cette saison, après avoir terminé en tête du classement final, avec deux points d'avance sur Farrer Park United et cinq sur Singapore Armed Forces FC. C'est le troisième titre de champion de Singapour de l'histoire du club.

## Les clubs participants
| - Farrer Park United - Police SA - Tiong Bahru CSC - Singapore Armed Forces FC - Tampines Rovers | - Changi CSC - Farrer Park Dynamos - Geylang International – Promu de Second Division - Jubilee SA – Promu de Second Division - Toa Payoh United |

## Compétition
Le barème de points servant à établir le classement se décompose ainsi :
- Victoire : 3 points ;
- Match nul : 1 point ;
- Défaite : 0 point.

### Classement
| Rang | Équipe                     | Pts | J  | G  | N | P  | Bp | Bc | Diff |
| ---- | -------------------------- | --- | -- | -- | - | -- | -- | -- | ---- |
| 1    | Tampines Rovers            | 38  | 18 | 12 | 2 | 4  | 34 | 16 | +18  |
| 2    | Farrer Park United         | 36  | 18 | 11 | 3 | 4  | 39 | 18 | +21  |
| 3    | Singapore Armed Forces FCC | 33  | 18 | 9  | 6 | 3  | 34 | 14 | +20  |
| 4    | Police SA                  | 27  | 18 | 9  | 0 | 9  | 28 | 29 | -1   |
| 5    | Tiong Bahru CSCT           | 26  | 18 | 6  | 8 | 4  | 25 | 20 | +5   |
| 6    | Toa Payoh United           | 25  | 18 | 7  | 4 | 7  | 22 | 23 | -1   |
| 7    | Farrer Park Dynamos        | 20  | 18 | 6  | 2 | 10 | 28 | 33 | -5   |
| 8    | Geylang InternationalP     | 19  | 18 | 5  | 4 | 9  | 17 | 37 | -20  |
| 9    | Changi CSC                 | 18  | 18 | 5  | 3 | 10 | 19 | 35 | -16  |
| 10   | Jubilee SAP                | 10  | 18 | 2  | 4 | 12 | 14 | 37 | -23  |

|  | Champion de Singapour 1984                                                                   |
|  | Relégation en Second Division                                                                |
|  | T : Tenant du titre C : Vainqueur de la Coupe de Singapour P : Club promu de Second Division |

## Bilan de la saison
| Championnat de Singapour de football 1984 |                             |
| Champion                                  | Tampines Rovers (1er titre) |
| Coupes et trophées                        |                             |
| Vainqueur de la Coupe de Singapour 1984   | Singapore Armed Forces FC   |
| Promotions et relégations                 |                             |
| Promus en National Football League        | South Avenue                |
| Promus en National Football League        | Changi United               |
| Relégués en Second Division               | Changi CSC                  |
| Relégués en Second Division               | Jubilee SA                  |